# Peter W. Heller

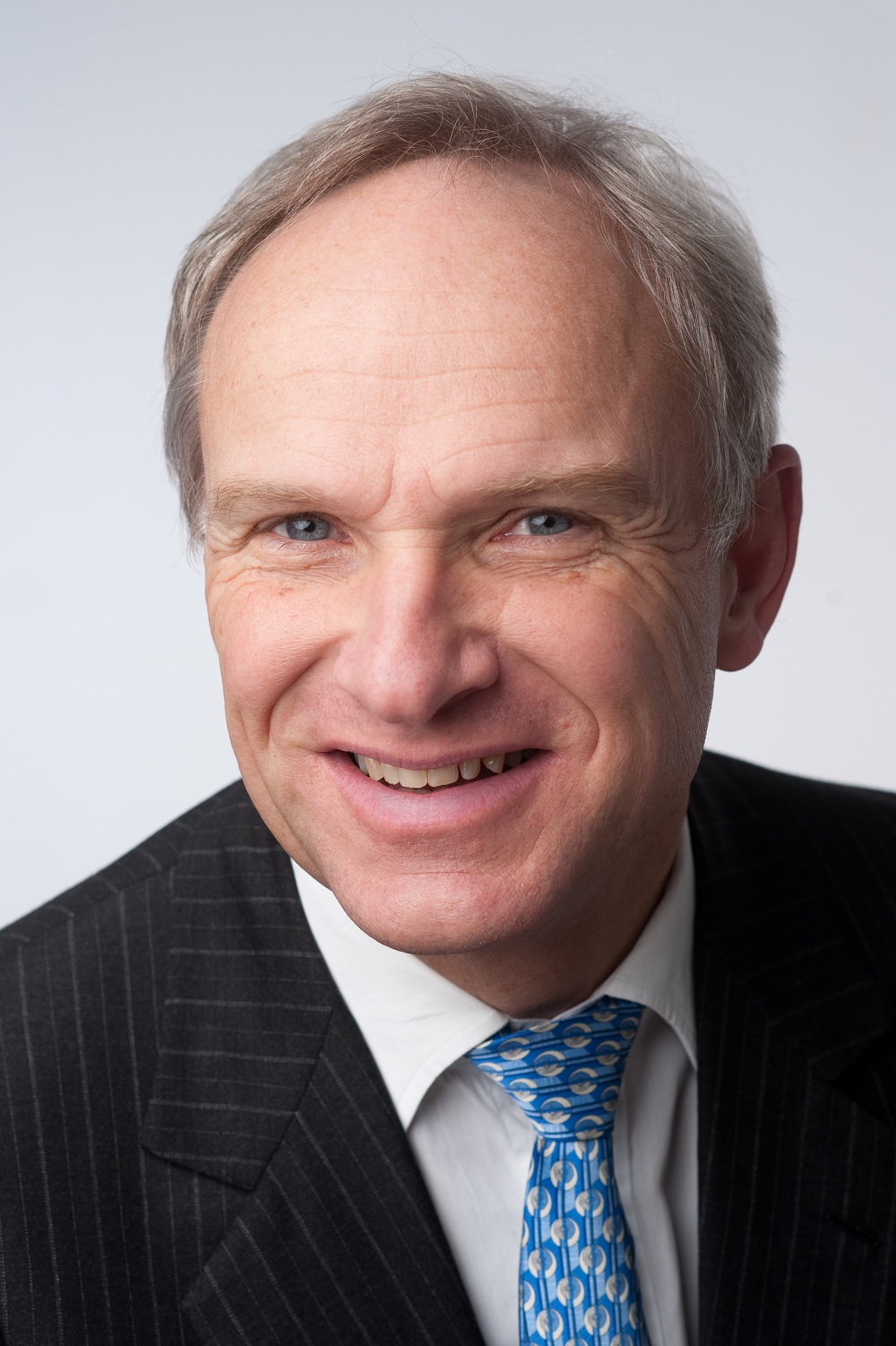
Peter W. Heller (2012)

 Peter W. Heller (* 5. September 1957 in Frankfurt am Main) ist ein ehemaliger Beigeordneter Bürgermeister der Stadt Freiburg im Breisgau, Wirtschaftswissenschaftler, Stiftungs- und Unternehmensgründer.

## Familie
Peter W. Heller ist der Sohn von Wolfgang Heller, technischer Kaufmann, und Ingeborg Heller, geb. Streb. Er ist seit 1988 verheiratet mit Micaela Heller und hat eine Tochter (* 1989) und einen Sohn (* 1991).

## Werdegang
Peter W. Heller studierte Wirtschaftswissenschaften und Philosophie an der Universität St. Gallen und der Universität Lausanne, Schweiz, sowie an der Albert-Ludwigs-Universität Freiburg, Deutschland, wo er 1988 zum Thema „Das Problem der Umweltbelastung in der ökonomischen Theorie“ promovierte.
Von 1982 bis 1986 war er Mitglied der Projektgruppe „Ökologische Wirtschaft“ am Öko-Institut e.V.
Bei den Kommunalwahlen 1984 wurde er zum Mitglied des Gemeinderats der Stadt Freiburg im Breisgau gewählt (Ausscheiden 1990 bei Amtsantritt als Beigeordneter Bürgermeister).
Von 1990 bis 1996 leitete er als Beigeordneter Bürgermeister in Freiburg im Breisgau das neu geschaffene, erste eigenständige Umweltdezernat einer Großstadt in Baden-Württemberg. Es umfasste die Ämter für Umweltschutz, Entsorgung, Grünflächen und Forst und bündelte in der Stadtverwaltung die Zuständigkeiten für kommunale Energieversorgung und Wasserversorgung.
1993 wurde er zum Chairman des Executive Committee von ICLEI – Local Governments for Sustainability (bis 1997) gewählt, eines internationalen Kommunalverbands der im Umwelt- und Klimaschutz engagierten Städte und Gemeinden.
1997 gründete Peter W. Heller seine Investmentgesellschaft forseo GmbH. Über sie hält er Unternehmensbeteiligungen in der Solarwirtschaft, Windindustrie und der Technologieentwicklung im Bereich der Energieeffizienz. Er war Mitgründer mehrerer Projektentwicklungsgesellschaften in Chile, Brasilien und Frankreich, und Mitglied in mehreren Aufsichtsräten und Beiräten.
Seit 1997 ist er geschäftsführender Vorstand der von ihm mitgegründeten Canopus Foundation, einer gemeinnützigen Stiftung deutschen Rechts. Die Canopus Foundation unterstützt Sozialunternehmen in Afrika, Asien und Südamerika, die sich für die Versorgung einkommensschwacher Haushalte mit Solarstrom einsetzen. 2001 beteiligte er sich an der Gründung der Stiftung „Basel Agency for Sustainable Energy (BASE)“. Die Canopus Foundation koordinierte bis 2016 die gemeinsam mit Ashoka (Organisation) im Jahr 2008 gegründete internationale Solar for All Initiative.
Als zweiten Themenschwerpunkt unterstützt die Stiftung seit 2014 Initiativen, die in den ökonomischen Wissenschaften eine größere Pluralität der Lehrmeinungen und eine intensivere Auseinandersetzung mit den Voraussetzungen für eine nachhaltige Ökonomie und Gesellschaft fördern. 2024 wurde er Mitglied des Beirats der Thales Akademie in Freiburg i. Br.

## Veröffentlichungen (Auswahl)
- Umweltpolitik auf dem Holzweg – Zur Problematik von Grenzwerten. In: Arbeiten im Einklang mit der Natur. Hrsg.: Öko-Institut. Dreisam-Verlag, Freiburg 1985, S. 132–144.
- Das Problem der Umweltbelastung in der ökonomischen Theorie. (Campus Forschung. Band 631). Frankfurt 1989. (Dissertation)
- Ökologische Erneuerung am Beispiel einer mittleren Stadt. In: E.-H. Ritter (Hrsg.): Stadtökologie. Analytica, Berlin 1995.
- Fondsfinanzierungen für Sozialunternehmer. In: A.-K. Achleitner, R. Pöllath, E. Stahl (Hrsg.): Finanzierung von Sozialunternehmern. Schäffer-Poeschel, Stuttgart 2007, ISBN 978-3-7910-2631-2.
- als Hrsg.: Innovative Funding Mechanisms for Social Change. Nomos Verlag, Baden-Baden 2009.
- Venture Philanthropy in der Praxis – Die Canopus Foundation. In: P. Hoelscher, T. Ebermann, A. Schlüter (Hrsg.): Venture Philanthropy in Theorie und Praxis. (= Maecenata Schriften. Band 7). Lucius & Lucius, Stuttgart 2010.
- mit H. Kirchhoff, N. Kebir, K. Neumann, P. W. Heller und K. Strunz: Developing mutual success factors and their application to swarm electrification: microgrids with 100 % renewable energies in the Global South and Germany. In: Journal of Cleaner Production. Vol. 128, 2016, pp. 190–200.
- Stiftungen und FinTechs: Perspektiven einer neuen Partnerschaft. In: Die Stiftung. Februar/März 2018, S. 50–51.
- The Philosophy of Theory U: A Critical Examination. In: Philosophy of Management. 2018, S. 1–20. doi:10.1007/s40926-018-0087-0. (link.springer.com)
- Entrepreneurship in the Context of Western vs. East Asian Economic Models. In: Seoul Journal of Economics 2020, Vol. 33, No. 4, pp. 539–559 doi:10.22904/sje.2020.33.4.003
- The Lessons of Microcredit. In: K. Wendt (ed.): Theories of Change, Springer Nature Switzerland 2021, pp. 153–168  doi:10.1007/978-3-030-52275-9
- Epilogue – cultural entrepreneurship in East Asia and the West: a practitioner’s perspective In: C. Herrmann-Pillath, Qian Zhao (eds.): East Asian Ethical Life and Socio-Economic Transformation in the Twenty-First Century - The Ethical Sources of the Entrepreneurial Renewal of Companies and Communities, Routledge, Oxon 2024, pp. 249-262, ISBN 978-1-032-48498-3.
- Stiftungen hacken, Interview mit Sebastian Möller, In: L. Hochmann, S. Möller (Hrsg.): Organisationen hacken - Einfallstore in eine nachhaltige Arbeitswelt, oekom Verlag, München 2024, S. 239-252, ISBN 978-3-98726-085-8.
- Social Entrepreneurship und das unternehmerische Selbst, In: P. Kenel / J. Eschweiler / H. Hackenberg / M. Wihlenda (Hrsg.): Social Entrepreneurship in Deutschland - Handbuch für Wissenschaft und Praxis, utb/transcript Verlag, Bielefeld 2024, S. 155-168, ISBN 978-3-8252-6333-1.